# Torneio de Wimbledon de 2016 - Dia a dia
Estes foram os jogos realizados nas quadras mais importantes a partir do primeiro dia das chaves principais.

## Dia 1 (27 de junho)
- Cabeças de chave eliminados:
  - Simples masculino:  Gaël Monfils [17],  Kevin Anderson [20],  Philipp Kohlschreiber [21],  Pablo Cuevas [29]
  - Simples feminino:  Ana Ivanović [23],  Irina-Camelia Begu [25]

Ordem dos jogos:
| Quadra Central              | Quadra Central         | Quadra Central            | Quadra Central  |
| Evento                      | Vencedor(a)/(es/as)    | Derrotado(a)/(os/as)      | Resultado       |
| --------------------------- | ---------------------- | ------------------------- | --------------- |
| Simples masculino – 1ª fase | Novak Djokovic [1]     | James Ward [WC]           | 6–0, 7–63, 6–4  |
| Simples feminino – 1ª fase  | Garbiñe Muguruza [2]   | Camila Giorgi             | 6–2, 5–7, 6–4   |
| Simples masculino – 1ª fase | Roger Federer [3]      | Guido Pella               | 7–65, 7–63, 6–3 |
| Quadra Nº 1                 |                        |                           |                 |
| Evento                      | Vencedor(a)/(es/as)    | Derrotado(a)/(os/as)      | Resultado       |
| Simples feminino – 1ª fase  | Venus Williams [8]     | Donna Vekić               | 7–63, 6–4       |
| Simples masculino – 1ª fase | Kei Nishikori [5]      | Sam Groth                 | 6–4, 6–3, 7–5   |
| Simples feminino – 1ª fase  | Angelique Kerber [4]   | Laura Robson [WC]         | 6–2, 6–2        |
| Quadra Nº 2                 |                        |                           |                 |
| Evento                      | Vencedor(a)/(es/as)    | Derrotado(a)/(os/as)      | Resultado       |
| Simples masculino – 1ª fase | Adrian Mannarino       | Kyle Edmund               | 6–2, 7–5, 6–4   |
| Simples feminino – 1ª fase  | Madison Keys [9]       | Laura Siegemund           | 6–3, 6–1        |
| Simples masculino – 1ª fase | Milos Raonic [6]       | Pablo Carreño Busta       | 7–64, 6–2, 6–4  |
| Simples feminino – 1ª fase  | Simona Halep [5]       | Anna Karolína Schmiedlová | 6–4, 6–1        |
| Simples feminino – 1ª fase  | Karolína Plíšková [15] | Yanina Wickmayer          | 6–2, 0–6, 8–6   |
| Quadra Nº 3                 |                        |                           |                 |
| Evento                      | Vencedor(a)/(es/as)    | Derrotado(a)/(os/as)      | Resultado       |
| Simples feminino – 1ª fase  | Samantha Stosur [14]   | Magda Linette             | 7–5, 6–3        |
| Simples masculino – 1ª fase | David Ferrer [13]      | Dudi Sela                 | 6–2, 6–1, 6–1   |
| Simples masculino – 1ª fase | David Goffin [11]      | Alexander Ward [WC]       | 6–2, 6–3, 6–2   |
| Simples feminino – 1ª fase  | Elina Svitolina [17]   | Naomi Broady              | 6–2, 6–3        |
| Simples feminino – 1ª fase  | Kiki Bertens [26]      | Jeļena Ostapenko          | 6–3, 6–2        |
| Simples feminino – 1ª fase  | Jelena Janković [22]   | Stefanie Vögele           | 6–2, 6–2        |

## Dia 2 (28 de junho)
Ordem dos jogos:
| Quadra Central              | Quadra Central                               | Quadra Central                               | Quadra Central               |
| Evento                      | Vencedor(a)/(es/as)                          | Derrotado(a)/(os/as)                         | Resultado                    |
| --------------------------- | -------------------------------------------- | -------------------------------------------- | ---------------------------- |
| Simples feminino – 1ª fase  | Serena Williams [1]                          | Amra Sadiković [Q]                           | 6–2, 6–4                     |
| Simples masculino – 1ª fase | Andy Murray [2]                              | Liam Broady [WC]                             | 6–2, 6–3, 6–4                |
| Simples feminino – 1ª fase  | Svetlana Kuznetsova [13]                     | Caroline Wozniacki                           | 7–5, 6–4                     |
| Simples feminino – 1ª fase  | Coco Vandeweghe [27]                         | Kateryna Bondarenko                          | 6–2, 7–63                    |
| Quadra Nº 1                 |                                              |                                              |                              |
| Evento                      | Vencedor(a)/(es/as)                          | Derrotado(a)/(os/as)                         | Resultado                    |
| Simples masculino – 1ª fase | Stan Wawrinka [4]                            | Taylor Fritz                                 | 7–64, 6–1, 26–7, 6–4         |
| Simples feminino – 1ª fase  | Mónica Puig vs. Johanna Konta [16]           | Mónica Puig vs. Johanna Konta [16]           | 1–6, 1–2, suspenso           |
| Simples feminino – 1ª fase  | Petra Kvitová [10] vs. Sorana Cîrstea        | Petra Kvitová [10] vs. Sorana Cîrstea        | cancelado                    |
| Quadra Nº 2                 |                                              |                                              |                              |
| Evento                      | Vencedor(a)/(es/as)                          | Derrotado(a)/(os/as)                         | Resultado                    |
| Simples masculino – 1ª fase | Nick Kyrgios [15]                            | Radek Štěpánek [WC]                          | 6–4, 6–3, 96–7, 6–1          |
| Simples masculino – 1ª fase | Fernando Verdasco vs. Bernard Tomic [19]     | Fernando Verdasco vs. Bernard Tomic [19]     | 6–4, 3–6, 3–6, 6–3, suspenso |
| Simples feminino – 1ª fase  | Agnieszka Radwańska [3] vs. Kateryna Kozlova | Agnieszka Radwańska [3] vs. Kateryna Kozlova | cancelado                    |
| Simples feminino – 1ª fase  | Heather Watson vs. Annika Beck               | Heather Watson vs. Annika Beck               | cancelado                    |
| Quadra Nº 3                 |                                              |                                              |                              |
| Evento                      | Vencedor(a)/(es/as)                          | Derrotado(a)/(os/as)                         | Resultado                    |
| Simples masculino – 1ª fase | Richard Gasquet [7]                          | Aljaž Bedene                                 | 6–3, 6–4, 6–3                |
| Simples feminino – 1ª fase  | Roberta Vinci [6]                            | Alison Riske                                 | 6–2, 5–7, 6–3                |
| Simples masculino – 1ª fase | Dominic Thiem [8] vs. Florian Mayer          | Dominic Thiem [8] vs. Florian Mayer          | 1–2, suspenso                |
| Simples feminino – 1ª fase  | Timea Bacsinszky [11] vs. Luksika Kumkhum    | Timea Bacsinszky [11] vs. Luksika Kumkhum    | cancelado                    |

## Dia 3 (29 de junho)
Ordem dos jogos:
| Quadra Central              | Quadra Central                            | Quadra Central                            | Quadra Central          |
| Evento                      | Vencedor(a)/(es/as)                       | Derrotado(a)/(os/as)                      | Resultado               |
| --------------------------- | ----------------------------------------- | ----------------------------------------- | ----------------------- |
| Simples feminino – 1ª fase  | Agnieszka Radwańska [3]                   | Kateryna Kozlova                          | 6–2, 6–1                |
| Simples masculino – 2ª fase | Novak Djokovic [1]                        | Adrian Mannarino                          | 6–4, 6–3, 7–65          |
| Simples masculino – 2ª fase | Roger Federer [3]                         | Marcus Willis [Q]                         | 6–0, 6–3, 6–4           |
| Simples feminino – 1ª fase  | Belinda Bencic [7]                        | Tsvetana Pironkova                        | 6–2, 6–3                |
| Simples feminino – 1ª fase  | Eugenie Bouchard                          | Magdaléna Rybáriková                      | 6–3, 6–4                |
| Quadra Nº 1                 |                                           |                                           |                         |
| Evento                      | Vencedor(a)/(es/as)                       | Derrotado(a)/(os/as)                      | Resultado               |
| Simples feminino – 1ª fase  | Johanna Konta [16]                        | Mónica Puig                               | 6–1, 7–5                |
| Simples masculino – 2ª fase | Grigor Dimitrov vs. Gilles Simon [16]     | Grigor Dimitrov vs. Gilles Simon [16]     | 1–0, suspenso           |
| Simples masculino – 2ª fase | Andreas Seppi vs. Milos Raonic [6]        | Andreas Seppi vs. Milos Raonic [6]        | cancelado               |
| Quadra Nº 2                 |                                           |                                           |                         |
| Evento                      | Vencedor(a)/(es/as)                       | Derrotado(a)/(os/as)                      | Resultado               |
| Simples masculino – 1ª fase | Bernard Tomic [19]                        | Fernando Verdasco                         | 4–6, 6–3, 6–3, 3–6, 6–4 |
| Simples masculino – 2ª fase | Daniel Evans vs. Alexandr Dolgopolov [30] | Daniel Evans vs. Alexandr Dolgopolov [30] | 6–6, suspenso           |
| Simples feminino – 2ª fase  | Simona Halep [5] vs. Francesca Schiavone  | Simona Halep [5] vs. Francesca Schiavone  | cancelado               |
| Simples feminino – 2ª fase  | Jana Čepelová vs. Garbiñe Muguruza [2]    | Jana Čepelová vs. Garbiñe Muguruza [2]    | cancelado               |
| Quadra Nº 3                 |                                           |                                           |                         |
| Evento                      | Vencedor(a)/(es/as)                       | Derrotado(a)/(os/as)                      | Resultado               |
| Simples masculino – 1ª fase | Dominic Thiem [8]                         | Florian Mayer [PR]                        | 7–5, 6–4, 6–4           |
| Simples feminino – 1ª fase  | Ekaterina Makarova vs. Johanna Larsson    | Ekaterina Makarova vs. Johanna Larsson    | cancelado               |
| Simples masculino – 2ª fase | Marin Čilić [9] vs. Sergiy Stakhovsky     | Marin Čilić [9] vs. Sergiy Stakhovsky     | cancelado               |
| Simples feminino – 2ª fase  | Venus Williams [8] vs. Maria Sakkari      | Venus Williams [8] vs. Maria Sakkari      | cancelado               |

## Dia 4 (30 de junho)
- Cabeças de chave eliminados:
  - Simples masculino:  Dominic Thiem [8],  David Ferrer [13],  Gilles Simon [16],  Ivo Karlović [23],  Viktor Troicki [25],  Benoît Paire [26],  Alexandr Dolgopolov [30]
  - Simples feminino:  Garbiñe Muguruza [2],  Belinda Bencic [7],  Samantha Stosur [14],  Karolína Plíšková [15],  Johanna Konta [16],  Elina Svitolina [17],  Sara Errani [20],  Jelena Janković [22],  Caroline Garcia [30],  Kristina Mladenovic [31],  Andrea Petkovic [32]
  - Duplas masculinas:  Jean-Julien Rojer /  Horia Tecău [4]
  - Duplas femininas:  Xu Yifan /  Zheng Saisai [9],  Andreja Klepač /  Katarina Srebotnik [11],  Margarita Gasparyan /  Monica Niculescu [12]

Ordem dos jogos:
| Quadra Central              | Quadra Central                 | Quadra Central                              | Quadra Central       |
| Evento                      | Vencedor(a)/(es/as)            | Derrotado(a)/(os/as)                        | Resultado            |
| --------------------------- | ------------------------------ | ------------------------------------------- | -------------------- |
| Simples masculino – 2ª fase | Kei Nishikori [5]              | Julien Benneteau [PR]                       | 4–6, 6–4, 6–4, 6–2   |
| Simples masculino – 2ª fase | Andy Murray [2]                | Lu Yen-hsun [PR]                            | 6–3, 6–2, 6–1        |
| Simples feminino – 2ª fase  | Eugenie Bouchard               | Johanna Konta [16]                          | 6–3, 1–6, 6–1        |
| Quadra Nº 1                 |                                |                                             |                      |
| Evento                      | Vencedor(a)/(es/as)            | Derrotado(a)/(os/as)                        | Resultado            |
| Simples masculino – 2ª fase | Grigor Dimitrov                | Gilles Simon [16]                           | 6–3, 7–61, 4–6, 6–4  |
| Simples feminino – 2ª fase  | Jana Čepelová [Q]              | Garbiñe Muguruza [2]                        | 6–3, 6–2             |
| Simples masculino – 2ª fase | Jiří Veselý                    | Dominic Thiem [8]                           | 7–64, 7–65, 7–63     |
| Quadra Nº 2                 |                                |                                             |                      |
| Evento                      | Vencedor(a)/(es/as)            | Derrotado(a)/(os/as)                        | Resultado            |
| Simples masculino – 2ª fase | Daniel Evans                   | Alexandr Dolgopolov [30]                    | 7–66, 6–4, 6–1       |
| Simples feminino – 2ª fase  | Simona Halep [5]               | Francesca Schiavone                         | 6–1, 6–1             |
| Simples masculino – 2ª fase | Bernard Tomic [19]             | Radu Albot [Q]                              | 7–63, 6–3, 66–7, 6–3 |
| Simples feminino – 2ª fase  | Agnieszka Radwańska [3]        | Ana Konjuh                                  | 6–2, 4–6, 9–7        |
| Quadra Nº 3                 |                                |                                             |                      |
| Evento                      | Vencedor(a)/(es/as)            | Derrotado(a)/(os/as)                        | Resultado            |
| Simples feminino – 1ª fase  | Timea Bacsinszky [11]          | Luksika Kumkhum [Q]                         | 6–4, 6–2             |
| Simples masculino – 2ª fase | Milos Raonic [6]               | Andreas Seppi                               | 7–65, 6–4, 6–2       |
| Simples feminino – 2ª fase  | Julia Boserup [Q]              | Belinda Bencic [7]                          | 6–4, 1–0, ab.        |
| Duplas femininas – 1ª fase  | Serena Williams Venus Williams | Andreja Klepač [11] Katarina Srebotnik [11] | 7–5, 6–3             |
| Simples feminino – 2ª fase  | Coco Vandeweghe [27]           | Tímea Babos                                 | 6–2, 6–3             |

## Dia 5 (1º de julho)
- Cabeças de chave eliminados:
  - Simples masculino:  Stan Wawrinka [4]
  - Simples feminino:  Daria Kasatkina [29]

Ordem dos jogos:
| Quadra Central              | Quadra Central                            | Quadra Central                            | Quadra Central           |
| Evento                      | Vencedor(a)/(es/as)                       | Derrotado(a)/(os/as)                      | Resultado                |
| --------------------------- | ----------------------------------------- | ----------------------------------------- | ------------------------ |
| Simples masculino – 2ª fase | Juan Martín del Potro [PR]                | Stan Wawrinka [4]                         | 3–6, 6–3, 7–62, 6–3      |
| Simples feminino – 2ª fase  | Serena Williams [1]                       | Christina McHale                          | 76–7, 6–2, 6–4           |
| Simples masculino – 2ª fase | Roger Federer [3]                         | Daniel Evans                              | 6–4, 6–2, 6–2            |
| Quadra Nº 1                 |                                           |                                           |                          |
| Evento                      | Vencedor(a)/(es/as)                       | Derrotado(a)/(os/as)                      | Resultado                |
| Simples feminino – 3ª fase  | Venus Williams [8]                        | Daria Kasatkina [29]                      | 7–5, 4–6, 10–8           |
| Simples masculino – 3ª fase | Novak Djokovic [1] vs. Sam Querrey        | Novak Djokovic [1] vs. Sam Querrey        | 66–7, 1–6, suspenso      |
| Simples masculino – 3ª fase | Jack Sock [27] vs. Milos Raonic [6]       | Jack Sock [27] vs. Milos Raonic [6]       | cancelado                |
| Quadra Nº 2                 |                                           |                                           |                          |
| Evento                      | Vencedor(a)/(es/as)                       | Derrotado(a)/(os/as)                      | Resultado                |
| Simples masculino – 2ª fase | Nick Kyrgios [15]                         | Dustin Brown [WC]                         | 36–7, 6–1, 2–6, 6–4, 6–4 |
| Simples feminino – 2ª fase  | Petra Kvitová [10] vs. Ekaterina Makarova | Petra Kvitová [10] vs. Ekaterina Makarova | 5–7, suspenso            |
| Simples masculino – 3ª fase | Andrey Kuznetsov vs. Kei Nishikori [5]    | Andrey Kuznetsov vs. Kei Nishikori [5]    | cancelado                |
| Simples feminino – 3ª fase  | Simona Halep [5] vs. Kiki Bertens [26]    | Simona Halep [5] vs. Kiki Bertens [26]    | cancelado                |
| Quadra Nº 3                 |                                           |                                           |                          |
| Evento                      | Vencedor(a)/(es/as)                       | Derrotado(a)/(os/as)                      | Resultado                |
| Simples masculino – 2ª fase | Tomáš Berdych [10]                        | Benjamin Becker                           | 6–4, 6–1, 6–2            |
| Simples feminino – 2ª fase  | Svetlana Kuznetsova [13]                  | Tara Moore [WC]                           | 6–1, 2–6, 6–3            |
| Simples masculino – 3ª fase | David Goffin [11] vs. Denis Istomin       | David Goffin [11] vs. Denis Istomin       | cancelado                |
| Simples feminino – 3ª fase  | Lucie Šafářová [28] vs. Jana Čepelová     | Lucie Šafářová [28] vs. Jana Čepelová     | cancelado                |

## Dia 6 (2 de julho)
- Cabeças de chave eliminados:
  - Simples masculino:  Novak Djokovic [1],  Roberto Bautista Agut [14],  Jack Sock [27]
  - Simples feminino:  Petra Kvitová [10],  Kiki Bertens [26]
  - Duplas masculinas:  Łukasz Kubot /  Alexander Peya [7],  Juan Sebastián Cabal /  Robert Farah [13]
  - Duplas femininas:  Sara Errani /  Oksana Kalashnikova [15]

Ordem dos jogos:
| Quadra Central              | Quadra Central                                                          | Quadra Central                                                          | Quadra Central            |
| Evento                      | Vencedor(a)/(es/as)                                                     | Derrotado(a)/(os/as)                                                    | Resultado                 |
| --------------------------- | ----------------------------------------------------------------------- | ----------------------------------------------------------------------- | ------------------------- |
| Simples feminino – 3ª fase  | Simona Halep [5]                                                        | Kiki Bertens [26]                                                       | 6−4, 6−3                  |
| Simples masculino – 3ª fase | Andy Murray [2]                                                         | John Millman                                                            | 6–3, 7–5, 6–2             |
| Simples masculino – 3ª fase | Milos Raonic [6]                                                        | Jack Sock [27]                                                          | 7–62, 6–4, 7–61           |
| Quadra Nº 1                 |                                                                         |                                                                         |                           |
| Evento                      | Vencedor(a)/(es/as)                                                     | Derrotado(a)/(os/as)                                                    | Resultado                 |
| Simples masculino – 3ª fase | Sam Querrey [28]                                                        | Novak Djokovic [1]                                                      | 7−66, 6−1, 3−6, 7−65      |
| Simples feminino – 3ª fase  | Madison Keys [9]                                                        | Alizé Cornet                                                            | 6–4, 5–7, 6–2             |
| Simples masculino – 3ª fase | Nick Kyrgios [15] vs. Feliciano López [22]                              | Nick Kyrgios [15] vs. Feliciano López [22]                              | 6–3, 26–7, suspenso       |
| Quadra Nº 2                 |                                                                         |                                                                         |                           |
| Evento                      | Vencedor(a)/(es/as)                                                     | Derrotado(a)/(os/as)                                                    | Resultado                 |
| Simples feminino – 3ª fase  | Angelique Kerber [4]                                                    | Carina Witthöft                                                         | 7–611, 6–1                |
| Simples feminino – 2ª fase  | Ekaterina Makarova                                                      | Petra Kvitová [10]                                                      | 7–5, 7–65                 |
| Simples feminino – 3ª fase  | Dominika Cibulková [19]                                                 | Eugenie Bouchard                                                        | 6–4, 6–3                  |
| Simples masculino – 3ª fase | John Isner [18] vs. Jo-Wilfried Tsonga [12]                             | John Isner [18] vs. Jo-Wilfried Tsonga [12]                             | 7–63, 6–3, 56–7, suspenso |
| Quadra Nº 3                 |                                                                         |                                                                         |                           |
| Evento                      | Vencedor(a)/(es/as)                                                     | Derrotado(a)/(os/as)                                                    | Resultado                 |
| Simples masculino – 3ª fase | Kei Nishikori [5]                                                       | Andrey Kuznetsov                                                        | 7–5, 6–3, 7–5             |
| Simples masculino – 3ª fase | David Goffin [11]                                                       | Denis Istomin                                                           | 6–4, 6–3, 2–6, 6–1        |
| Simples feminino – 3ª fase  | Agnieszka Radwańska [3]                                                 | Kateřina Siniaková                                                      | 6–3, 6–1                  |
| Duplas mistas – 1ª fase     | Ken Skupski / Tara Moore vs. Robert Lindstedt / Anabel Medina Garrigues | Ken Skupski / Tara Moore vs. Robert Lindstedt / Anabel Medina Garrigues | cancelado                 |

## Middle Sunday (3 de julho)
Pela quarta vez na história do torneio, jogos foram disputados neste dia, tradicionalmente de descanso, por causa das recentes chuvas, que atrasaram a programação.
- Cabeças de chave eliminados:
  - Simples masculino:  John Isner [18],  Feliciano López [22],  Alexander Zverev [24],  João Sousa [31]
  - Simples feminino:  Roberta Vinci [6],  Timea Bacsinszky [11],  Sloane Stephens [19],  Barbora Strýcová [24]
  - Duplas femininas:  Chan Hao-ching /  Chan Yung-jan [3],  Bethanie Mattek-Sands /  Lucie Šafářová [7],  Vania King /  Alla Kudryavtseva [13],  Kiki Bertens /  Johanna Larsson [16]
  - Duplas mistas:  Horia Tecău /  Coco Vandeweghe [3],  Raven Klaasen /  Raquel Atawo [7],  Daniel Nestor /  Chuang Chia-jung [12]

Ordem dos jogos:
| Quadra Central              | Quadra Central                           | Quadra Central                     | Quadra Central                |
| Evento                      | Vencedor(a)/(es/as)                      | Derrotado(a)/(os/as)               | Resultado                     |
| --------------------------- | ---------------------------------------- | ---------------------------------- | ----------------------------- |
| Simples feminino – 3ª fase  | Coco Vandeweghe [27]                     | Roberta Vinci [6]                  | 6–3, 6–4                      |
| Simples feminino – 3ª fase  | Serena Williams [1]                      | Annika Beck                        | 6–3, 6–0                      |
| Simples masculino – 3ª fase | Tomáš Berdych [10]                       | Alexander Zverev [24]              | 6–3, 6–4, 4–6, 6–1            |
| Quadra Nº 1                 |                                          |                                    |                               |
| Evento                      | Vencedor(a)/(es/as)                      | Derrotado(a)/(os/as)               | Resultado                     |
| Simples feminino – 3ª fase  | Svetlana Kuznetsova [13]                 | Sloane Stephens [19]               | 16–7, 6–2, 8–6                |
| Simples masculino – 3ª fase | Nick Kyrgios [15]                        | Feliciano López [22]               | 6–3, 26–7, 6–3, 6–4           |
| Simples masculino – 3ª fase | Jiří Veselý                              | João Sousa [31]                    | 6–2, 6–2, 7–5                 |
| Quadra Nº 2                 |                                          |                                    |                               |
| Evento                      | Vencedor(a)/(es/as)                      | Derrotado(a)/(os/as)               | Resultado                     |
| Simples feminino – 3ª fase  | Anastasia Pavlyuchenkova [21]            | Timea Bacsinszky [11]              | 6–3, 6–2                      |
| Simples masculino – 3ª fase | Jo-Wilfried Tsonga [12]                  | John Isner [18]                    | 36–7, 3–6, 7–67–5, 6–2, 19–17 |
| Duplas masculinas – 2ª fase | Bob Bryan [2] Mike Bryan [2]             | Malek Jaziri Lukáš Rosol           | 6–3, 6–4                      |
| Duplas mistas – 1ª fase     | Nicholas Monroe Gabriela Dabrowski       | Liam Broady Naomi Broady           | 6–4, 6–2                      |
| Quadra Nº 3                 |                                          |                                    |                               |
| Evento                      | Vencedor(a)/(es/as)                      | Derrotado(a)/(os/as)               | Resultado                     |
| Duplas masculinas – 1ª fase | Oliver Marach Fabrice Martin             | Ken Skupski [WC] Neal Skupski [WC] | 5–7, 6–2, 6–4                 |
| Simples feminino – 3ª fase  | Ekaterina Makarova                       | Barbora Strýcová [24]              | 6–4, 6–2                      |
| Duplas femininas – 2ª fase  | Martina Hingis [1] Sania Mirza [1]       | Eri Hozumi Miyu Kato               | 6–3, 6–1                      |
| Duplas femininas – 1ª fase  | Ekaterina Makarova [4] Elena Vesnina [4] | Jocelyn Rae [WC] Anna Smith [WC]   | 7–5, 4–6, 6–4                 |

## Dia 7 (4 de julho)
- Cabeças de chave eliminados:
  - Simples masculino:  Kei Nishikori [5],  Richard Gasquet [7],  David Goffin [11],  Nick Kyrgios [15],  Bernard Tomic [19]
  - Simples feminino:  Agnieszka Radwańska [3],  Madison Keys [9],  Carla Suárez Navarro [12],  Svetlana Kuznetsova [13],  Coco Vandeweghe [27],  Lucie Šafářová [28]
  - Duplas masculinas:  Ivan Dodig /  Marcelo Melo [5],  Rohan Bopanna /  Florin Mergea [6],  Dominic Inglot /  Daniel Nestor [9],  Pablo Cuevas /  Marcel Granollers [15]
  - Duplas mistas:  Max Mirnyi /  Chan Hao-ching [4],  Jean-Julien Rojer /  Kiki Bertens [8]

Ordem dos jogos:
| Quadra Central              | Quadra Central                                    | Quadra Central                       | Quadra Central                 |
| Evento                      | Vencedor(a)/(es/as)                               | Derrotado(a)/(os/as)                 | Resultado                      |
| --------------------------- | ------------------------------------------------- | ------------------------------------ | ------------------------------ |
| Simples masculino – 4ª fase | Roger Federer [3]                                 | Steve Johnson                        | 6–2, 6–3, 7–5                  |
| Simples feminino – 4ª fase  | Serena Williams [1]                               | Svetlana Kuznetsova [13]             | 7–5, 6–0                       |
| Simples masculino – 4ª fase | Andy Murray [2]                                   | Nick Kyrgios [15]                    | 7–5, 6–1, 6–4                  |
| Quadra Nº 1                 |                                                   |                                      |                                |
| Evento                      | Vencedor(a)/(es/as)                               | Derrotado(a)/(os/as)                 | Resultado                      |
| Simples feminino – 4ª fase  | Simona Halep [5]                                  | Madison Keys [9]                     | 56–7, 6–4, 6–3                 |
| Simples feminino – 4ª fase  | Venus Williams [8]                                | Carla Suárez Navarro [12]            | 7–63, 6–4                      |
| Simples masculino – 4ª fase | Jo-Wilfried Tsonga [12]                           | Richard Gasquet [7]                  | 4–2, ab.                       |
| Duplas mistas – 2ª fase     | Leander Paes [16] Martina Hingis [16]             | Artem Sitak Laura Siegemund          | 6–4, 6–4                       |
| Quadra Nº 2                 |                                                   |                                      |                                |
| Evento                      | Vencedor(a)/(es/as)                               | Derrotado(a)/(os/as)                 | Resultado                      |
| Simples feminino – 4ª fase  | Angelique Kerber [4]                              | Misaki Doi                           | 6–3, 6–1                       |
| Simples masculino – 4ª fase | Marin Čilić [9]                                   | Kei Nishikori [5]                    | 6–1, 5–1, ab.                  |
| Simples masculino – 4ª fase | Milos Raonic [6]                                  | David Goffin [11]                    | 4–6, 3–6, 6–4, 6–4, 6–4        |
| Duplas masculinas – 2ª fase | Julien Benneteau [PR] Édouard Roger-Vasselin [PR] | Dominic Inglot [9] Daniel Nestor [9] | 7–60, 6–4                      |
| Quadra Nº 3                 |                                                   |                                      |                                |
| Evento                      | Vencedor(a)/(es/as)                               | Derrotado(a)/(os/as)                 | Resultado                      |
| Simples feminino – 4ª fase  | Dominika Cibulková [19]                           | Agnieszka Radwańska [3]              | 6–3, 5–7, 9–7                  |
| Simples feminino – 4ª fase  | Elena Vesnina                                     | Ekaterina Makarova                   | 5–7, 6–1, 9–7                  |
| Simples masculino – 4ª fase | Jiří Veselý vs. Tomáš Berdych [10]                | Jiří Veselý vs. Tomáš Berdych [10]   | 6–4, 3–6, 86–7, 7–69, suspenso |

## Dia 8 (5 de julho)
- Cabeças de chave eliminados:
  - Simples feminino:  Simona Halep [5],  Dominika Cibulková [19],  Anastasia Pavlyuchenkova [21]
  - Duplas masculinas:  Vasek Pospisil /  Jack Sock [8],  Radek Štěpánek /  Nenad Zimonjić [14],  Mate Pavić /  Michael Venus [16]
  - Duplas femininas:  Andrea Hlaváčková /  Lucie Hradecká [6]
  - Duplas mistas:  Ivan Dodig /  Sania Mirza [1],  Rohan Bopanna /  Anastasia Rodionova [13]

Ordem dos jogos:
| Quadra Central                                  | Quadra Central                                    | Quadra Central                           | Quadra Central            |
| Evento                                          | Vencedor(a)/(es/as)                               | Derrotado(a)/(os/as)                     | Resultado                 |
| ----------------------------------------------- | ------------------------------------------------- | ---------------------------------------- | ------------------------- |
| Simples feminino – Quartas de final             | Angelique Kerber [4]                              | Simona Halep [5]                         | 7–5, 7–62                 |
| Simples feminino – Quartas de final             | Serena Williams [1]                               | Anastasia Pavlyuchenkova [21]            | 6–4, 6–4                  |
| Duplas masculinas – 3ª fase                     | Bob Bryan [2] Mike Bryan [2]                      | Radek Štěpánek [14] Nenad Zimonjić [14]  | 7–5, 106–7, 6–4, 3–6, 6–3 |
| Quadra Nº 1                                     |                                                   |                                          |                           |
| Evento                                          | Vencedor(a)/(es/as)                               | Derrotado(a)/(os/as)                     | Resultado                 |
| Simples feminino – Quartas de final             | Venus Williams [8]                                | Yaroslava Shvedova                       | 7–65, 6–2                 |
| Simples feminino – Quartas de final             | Elena Vesnina                                     | Dominika Cibulková [19]                  | 6–2, 6–2                  |
| Duplas masculinas – 3ª fase                     | Pierre-Hugues Herbert [1] Nicolas Mahut [1]       | Sam Groth Robert Lindstedt               | 7–5, 3–6, 7–64, 6–3       |
| Quadra Nº 2                                     |                                                   |                                          |                           |
| Evento                                          | Vencedor(a)/(es/as)                               | Derrotado(a)/(os/as)                     | Resultado                 |
| Duplas masculinas seniores convidadas – Grupo A | Jeremy Bates Anders Järryd                        | Mansour Bahrami Patrick McEnroe          | 6–3, 6–3                  |
| Duplas masculinas convidadas – Grupo B          | Jonas Björkman Thomas Johansson                   | Fernando González Carlos Moyá            | 7–66, 2–6, [10–4]         |
| Duplas masculinas – 3ª fase                     | Julien Benneteau [PR] Édouard Roger-Vasselin [PR] | Vasek Pospisil [8] Jack Sock [8]         | 6–4, 3–6, 36–7, 7–5, 6–4  |
| Duplas mistas – 3ª fase                         | Robert Farah [15] Anna-Lena Grönefeld [15]        | Nicholas Monroe Gabriela Dabrowski       | 7–5, 3–6, 6–4             |
| Quadra Nº 3                                     |                                                   |                                          |                           |
| Evento                                          | Vencedor(a)/(es/as)                               | Derrotado(a)/(os/as)                     | Resultado                 |
| Duplas femininas convidadas – Grupo B           | Martina Navratilova Selima Sfar                   | Jana Novotná Helena Suková               | 6–1, 6–2                  |
| Simples masculino – 4ª fase                     | Tomáš Berdych [10]                                | Jiří Veselý                              | 4–6, 6–3, 7–68, 96–7, 6–3 |
| Duplas femininas – 3ª fase                      | Raquel Atawo [10] Abigail Spears [10]             | Daria Gavrilova Daria Kasatkina          | 6–3, 6–3                  |
| Duplas mistas – 1ª fase                         | Jiří Veselý Kateřina Siniaková                    | Dmitry Tursunov Andrea Petkovic          | 2–6, 6–3, 6–2             |
| Duplas femininas – 3ª fase                      | Serena Williams Venus Williams                    | Andrea Hlaváčková [6] Lucie Hradecká [6] | 6–4, 6–3                  |
| Duplas masculinas seniores convidadas – Grupo A | Todd Woodbridge Mark Woodforde                    | Rick Leach Cédric Pioline                | 6–4, 6–2                  |

## Dia 9 (6 de julho)
- Cabeças de chave eliminados:
  - Simples masculino:  Marin Čilić [9],  Jo-Wilfried Tsonga [12],  Sam Querrey [28],  Lucas Pouille [32]
  - Duplas masculinas:  Bob Bryan /  Mike Bryan [2],  Jamie Murray /  Bruno Soares [3],  Henri Kontinen /  John Peers [10]
  - Duplas femininas:  Anabel Medina Garrigues /  Arantxa Parra Santonja [14]
  - Duplas mistas:  Bruno Soares /  Elena Vesnina [2],  Nenad Zimonjić /  Chan Yung-jan [5],  Łukasz Kubot /  Andrea Hlaváčková [6]

Ordem dos jogos:
| Quadra Central                         | Quadra Central                                    | Quadra Central                                              | Quadra Central            |
| Evento                                 | Vencedor(a)/(es/as)                               | Derrotado(a)/(os/as)                                        | Resultado                 |
| -------------------------------------- | ------------------------------------------------- | ----------------------------------------------------------- | ------------------------- |
| Simples masculino – Quartas de final   | Roger Federer [3]                                 | Marin Čilić [9]                                             | 46–7, 4–6, 6–3, 7–69, 6–3 |
| Simples masculino – Quartas de final   | Andy Murray [2]                                   | Jo-Wilfried Tsonga [12]                                     | 7–610, 6–1, 3–6, 4–6, 6–1 |
| Quadra Nº 1                            |                                                   |                                                             |                           |
| Evento                                 | Vencedor(a)/(es/as)                               | Derrotado(a)/(os/as)                                        | Resultado                 |
| Simples masculino – Quartas de final   | Milos Raonic [6]                                  | Sam Querrey [28]                                            | 6–4, 7–5, 5–7, 6–4        |
| Simples masculino – Quartas de final   | Tomáš Berdych [10]                                | Lucas Pouille [32]                                          | 7–64, 6–3, 6–2            |
| Duplas masculinas convidadas – Grupo B | Jonas Björkman Thomas Johansson                   | Thomas Enqvist Goran Ivanišević                             | 6–3, 6–4                  |
| Quadra Nº 2                            |                                                   |                                                             |                           |
| Evento                                 | Vencedor(a)/(es/as)                               | Derrotado(a)/(os/as)                                        | Resultado                 |
| Duplas femininas – 3ª fase             | Tímea Babos [5] Yaroslava Shvedova [5]            | Johanna Konta Maria Sanchez                                 | 4–6, 6–1, 7–5             |
| Duplas masculinas – Quartas de final   | Treat Huey [12] Max Mirnyi [12]                   | Jonathan Marray [WC] Adil Shamasdin [WC]                    | 6–4, 7–65, 6–3            |
| Duplas mistas – 3ª fase                | Aisam-ul-Haq Qureshi [14] Yaroslava Shvedova [14] | Neal Skupski [WC] Anna Smith [WC]                           | 6–3, 6–4                  |
| Duplas femininas – Quartas de final    | Raquel Atawo [10] Abigail Spears [10]             | Anna-Lena Grönefeld [PR] Květa Peschke [PR]                 | 6–4, 6–2                  |
| Quadra Nº 3                            |                                                   |                                                             |                           |
| Evento                                 | Vencedor(a)/(es/as)                               | Derrotado(a)/(os/as)                                        | Resultado                 |
| Duplas femininas convidadas – Grupo B  | Martina Navratilova Selima Sfar                   | Predefinição:Country data GRB Anne Keothavong Melanie South | 6–1, 6–3                  |
| Duplas femininas – 3ª fase             | Ekaterina Makarova [4] Elena Vesnina [4]          | Michaëlla Krajicek Barbora Strýcová                         | 6–3, 6–4                  |
| Duplas masculinas – Quartas de final   | Raven Klaasen [11] Rajeev Ram [11]                | Bob Bryan [2] Mike Bryan [2]                                | 7–62, 6–1, 7–64           |
| Duplas mistas – 2ª fase                | Radek Štěpánek [9] Lucie Šafářová [9]             | Jiří Veselý Kateřina Siniaková                              | 7–5, 7–65                 |

## Dia 10 (7 de julho)
- Cabeças de chave eliminados:
  - Simples feminino:  Venus Williams [8]
  - Duplas masculinas:  Raven Klaasen /  Rajeev Ram [11],  Treat Huey /  Max Mirnyi [12]
  - Duplas femininas:  Martina Hingis /  Sania Mirza [1],  Caroline Garcia /  Kristina Mladenovic [2],  Ekaterina Makarova /  Elena Vesnina [4]
  - Duplas mistas:  Radek Štěpánek /  Lucie Šafářová [9],  Alexander Peya /  Andreja Klepač [10],  Marcin Matkowski /  Katarina Srebotnik [11],  Leander Paes /  Martina Hingis [16]

Ordem dos jogos:
| Quadra Central                                  | Quadra Central                                    | Quadra Central                                | Quadra Central           |
| Evento                                          | Vencedor(a)/(es/as)                               | Derrotado(a)/(os/as)                          | Resultado                |
| ----------------------------------------------- | ------------------------------------------------- | --------------------------------------------- | ------------------------ |
| Simples feminino – Semifinais                   | Serena Williams [1]                               | Elena Vesnina                                 | 6–2, 6–0                 |
| Simples feminino – Semifinais                   | Angelique Kerber [4]                              | Venus Williams [8]                            | 6–4, 6–4                 |
| Duplas masculinas – Semifinais                  | Pierre-Hugues Herbert [1] Nicolas Mahut [1]       | Treat Huey [12] Max Mirnyi [12]               | 6–4, 3–6, 36–7, 6–4, 6–4 |
| Quadra Nº 1                                     |                                                   |                                               |                          |
| Evento                                          | Vencedor(a)/(es/as)                               | Derrotado(a)/(os/as)                          | Resultado                |
| Duplas femininas – Semifinais                   | Tímea Babos [5] Yaroslava Shvedova [5]            | Martina Hingis [1] Sania Mirza [1]            | 6–2, 6–4                 |
| Duplas masculinas – Semifinais                  | Julien Benneteau [PR] Édouard Roger-Vasselin [PR] | Raven Klaasen [11] Rajeev Ram [11]            | 7–5, 6–4, 5–7, 7–65      |
| Duplas mistas – 3ª fase                         | Henri Kontinen Heather Watson                     | Leander Paes [16] Martina Hingis [16]         | 3–6, 6–3, 6–2            |
| Quadra Nº 2                                     |                                                   |                                               |                          |
| Evento                                          | Vencedor(a)/(es/as)                               | Derrotado(a)/(os/as)                          | Resultado                |
| Duplas masculinas seniores convidadas – Grupo A | Mansour Bahrami Patrick McEnroe                   | Rick Leach Cédric Pioline                     | 6–4, 6–3                 |
| Duplas femininas – Quartas de final             | Julia Görges [8] Karolína Plíšková [8]            | Caroline Garcia [2] Kristina Mladenovic [2]   | 7–69, 6–3                |
| Duplas masculinas convidadas – Grupo A          | Wayne Ferreira Sébastien Grosjean                 | Michael Chang Mark Philippoussis              | 6–4, 7–5                 |
| Duplas femininas – Quartas de final             | Serena Williams Venus Williams                    | Ekaterina Makarova [4] Elena Vesnina [4]      | 7–61, 4–6, 6–2           |
| Duplas masculinas seniores convidadas – Grupo B | Mark Petchey Chris Wilkinson                      | Henri Leconte Jeff Tarango                    | 6–3, 6–3                 |
| Quadra Nº 3                                     |                                                   |                                               |                          |
| Evento                                          | Vencedor(a)/(es/as)                               | Derrotado(a)/(os/as)                          | Resultado                |
| Duplas femininas convidadas – Grupo B           | Iva Majoli Arantxa Sánchez Vicario                | Jana Novotná Helena Suková                    | 6–2, 6–4                 |
| Duplas mistas – 3ª fase                         | Oliver Marach Jeļena Ostapenko                    | Radek Štěpánek [9] Lucie Šafářová [9]         | 6–4, 7–65                |
| Duplas mistas – Quartas de final                | Robert Farah [15] Anna-Lena Grönefeld [15]        | Alexander Peya [10] Andreja Klepač [10]       | 26–7, 6–3, 6–3           |
| Duplas mistas – Quartas de final                | Aisam-ul-Haq Qureshi [14] Yaroslava Shvedova [14] | Marcin Matkowski [11] Katarina Srebotnik [11] | 6–3, 3–6, 7–5            |
| Duplas masculinas convidadas – Grupo A          | Greg Rusedski Fabrice Santoro                     | Justin Gimelstob Ross Hutchins                | 6–2, 3–6, [10–6]         |

## Dia 11 (8 de julho)
- Cabeças de chave eliminados:
  - Simples masculino:  Roger Federer [3],  Tomáš Berdych [10]
  - Duplas femininas:  Julia Görges /  Karolína Plíšková [8],  Raquel Atawo /  Abigail Spears [10]
  - Duplas mistas:  Aisam-ul-Haq Qureshi /  Yaroslava Shvedova [14]

Ordem dos jogos:
| Quadra Central                                  | Quadra Central                             | Quadra Central                                    | Quadra Central           |
| Evento                                          | Vencedor(a)/(es/as)                        | Derrotado(a)/(os/as)                              | Resultado                |
| ----------------------------------------------- | ------------------------------------------ | ------------------------------------------------- | ------------------------ |
| Simples masculino – Semifinais                  | Milos Raonic [6]                           | Roger Federer [3]                                 | 6–3, 36–7, 4–6, 7–5, 6–3 |
| Simples masculino – Semifinais                  | Andy Murray [2]                            | Tomáš Berdych [10]                                | 6–3, 6–3, 6–3            |
| Quadra Nº 1                                     |                                            |                                                   |                          |
| Evento                                          | Vencedor(a)/(es/as)                        | Derrotado(a)/(os/as)                              | Resultado                |
| Duplas femininas – Semifinais                   | Tímea Babos [5] Yaroslava Shvedova [5]     | Raquel Atawo [10] Abigail Spears [10]             | 6–4, 6–2                 |
| Duplas femininas – Semifinais                   | Serena Williams Venus Williams             | Julia Görges [8] Karolína Plíšková [8]            | 7–63, 6–4                |
| Duplas mistas – Quartas de final                | Henri Kontinen Heather Watson              | Scott Lipsky Alla Kudryavtseva                    | 6–3, 6–2                 |
| Duplas femininas convidadas – Grupo A           | Lindsay Davenport Mary Joe Fernández       | Magdalena Maleeva Rennae Stubbs                   | 6–4, 7–5                 |
| Quadra Nº 3                                     |                                            |                                                   |                          |
| Evento                                          | Vencedor(a)/(es/as)                        | Derrotado(a)/(os/as)                              | Resultado                |
| Duplas femininas convidadas – Grupo B           | Jana Novotná Helena Suková                 | Anne Keothavong Melanie South                     | 6–3, 6–3                 |
| Duplas mistas – Quartas de final                | Oliver Marach Jeļena Ostapenko             | Juan Sebastián Cabal Mariana Duque Mariño         | 7–5, 4–6, 6–0            |
| Duplas masculinas seniores convidadas – Grupo B | Henri Leconte Jeff Tarango                 | Sergio Casal Emilio Sánchez                       | 6–2, 6–4                 |
| Duplas femininas convidadas – Grupo B           | Martina Navratilova Selima Sfar            | Iva Majoli Arantxa Sánchez Vicario                | 6–4, 6–1                 |
| Duplas mistas – Semifinais                      | Robert Farah [15] Anna-Lena Grönefeld [15] | Aisam-ul-Haq Qureshi [14] Yaroslava Shvedova [14] | 6–4, 2–6, 7–5            |

## Dia 12 (9 de julho)
- Cabeças de chave eliminados:
  - Simples feminino:  Angelique Kerber [4]
  - Duplas femininas:  Tímea Babos /  Yaroslava Shvedova [5]

Ordem dos jogos:
| Quadra Central                                  | Quadra Central                              | Quadra Central                          | Quadra Central   |
| Evento                                          | Vencedor(a)/(es/as)                         | Derrotado(a)/(os/as)                    | Resultado        |
| ----------------------------------------------- | ------------------------------------------- | --------------------------------------- | ---------------- |
| Simples feminino – Final                        | Serena Williams [1]                         | Angelique Kerber [4]                    | 7–5, 6–4         |
| Duplas masculinas – Final                       | Pierre-Hugues Herbert [1] Nicolas Mahut [1] | Julien Benneteau Edouard Roger-Vasselin | 6–4, 7–61, 6–3   |
| Duplas femininas – Final                        | Serena Williams Venus Williams              | Tímea Babos [5] Yaroslava Shvedova [5]  | 6–3, 6–4         |
| Quadra Nº 1                                     |                                             |                                         |                  |
| Eventoo                                         | Vencedor(a)/(es/as)                         | Derrotado(a)/(os/as)                    | Resultado        |
| Simples feminino juvenil – Final                | Anastasia Potapova [4]                      | Dayana Yastremska [7]                   | 6–4, 6–3         |
| Duplas mistas – Semifinais                      | Henri Kontinen Heather Watson               | Oliver Marach Jeļena Ostapenko          | 7–61, 6–3        |
| Duplas masculinas convidadas – Grupo A          | Justin Gimelstob Ross Hutchins              | Wayne Ferreira Sébastien Grosjean       | 6–3, 3–6, [10–8] |
| Quadra Nº 3                                     |                                             |                                         |                  |
| Evento                                          | Vencedor(a)/(es/as)                         | Derrotado(a)/(os/as)                    | Resultado        |
| Duplas femininas convidadas – Grupo A           | Magdalena Maleeva Rennae Stubbs             | Barbara Schett Nathalie Tauziat         | 6–1, 6–3         |
| Duplas masculinas juvenis – Semifinais          | Kenneth Raisma [2] Stefanos Tsitsipas [2]   | Benjamin Sigouin [4] Louis Wessels [4]  | 7–65, 7–67       |
| Duplas masculinas convidadas – Grupo B          | Jamie Delgado Richard Krajicek              | Jonas Björkman Thomas Johansson         | 6–3, 4–6, [10–6] |
| Duplas masculinas seniores convidadas – Grupo B | Jacco Eltingh Paul Haarhuis                 | Mark Petchey Chris Wilkinson            | 7–62, 6–3        |

## Dia 13 (10 de julho)
- Cabeças de chave eliminados:
  - Simples masculino:  Milos Raonic [6]
  - Duplas mistas:  Robert Farah /  Anna-Lena Grönefeld [15]

Ordem dos jogos:
| Quadra Central                       | Quadra Central                            | Quadra Central                                 | Quadra Central  |
| Evento                               | Vencedor(a)/(es/as)                       | Derrotado(a)/(os/as)                           | Resultado       |
| ------------------------------------ | ----------------------------------------- | ---------------------------------------------- | --------------- |
| Simples masculino – Final            | Andy Murray [2]                           | Milos Raonic [6]                               | 6–4, 7–63, 7–62 |
| Duplas mistas – Final                | Henri Kontinen Heather Watson             | Robert Farah [15] Anna-Lena Grönefeld [15]     | 7–65, 6–4       |
| Quadra Nº 1                          |                                           |                                                |                 |
| Eventoo                              | Vencedor(a)/(es/as)                       | Derrotado(a)/(os/as)                           | Resultado       |
| Simples masculino juvenil – Final    | Denis Shapovalov [5]                      | Alex De Minaur [7]                             | 4–6, 6–1, 6–3   |
| Duplas femininas convidadas – Final  | Martina Navratilova Selima Sfar           | Lindsay Davenport Mary Joe Fernández           | 7–65, ab.       |
| Duplas masculinas juvenis – Final    | Kenneth Raisma [2] Stefanos Tsitsipas [2] | Félix Auger-Aliassime [1] Denis Shapovalov [1] | 4–6, 6–4, 6–2   |
| Quadra Nº 3                          |                                           |                                                |                 |
| Evento                               | Vencedor(a)/(es/as)                       | Derrotado(a)/(os/as)                           | Resultado       |
| Duplas masculinas convidadas – Final | Greg Rusedski Fabrice Santoro             | Jonas Björkman Thomas Johansson                | 7–5, 6–1        |
| Duplas femininas juvenis – Final     | Usue Maitane Arconada [4] Claire Liu [4]  | Mariam Bolkvadze Caty McNally                  | 6–2, 6–3        |